# Enviken
Enviken och Linghed (före 2023 enbart Enviken) är en tätort i Falu kommun och kyrkbyn i Envikens socken. Orten ligger vid riksväg 50 i kommunens norra del. 
I Enviken ligger Envikens kyrka och i den intilliggande Enviksbyn Envikens gamla kyrka. 

## Befolkningsutveckling
| Befolkningsutvecklingen i Enviken 1960–2020 | Befolkningsutvecklingen i Enviken 1960–2020 | Befolkningsutvecklingen i Enviken 1960–2020 | Befolkningsutvecklingen i Enviken 1960–2020 | Befolkningsutvecklingen i Enviken 1960–2020 |
| --- | ------------------------------------------- | ------------------------------------------- | ------------------------------------------- | ------------------------------------------- |
| |                                             |                                             |                                             |                                             |
| År |                                             |                                             | Folkmängd                                   | Areal (ha)                                  |
| 1960 | 1960                                        |                                             | 435                                         |                                             |
| 1965 | 1965                                        |                                             | 565                                         |                                             |
| 1970 | 1970                                        |                                             | 550                                         |                                             |
| 1975 | 1975                                        |                                             | 590                                         |                                             |
| 1980 | 1980                                        |                                             | 569                                         |                                             |
| 1990 | 1990                                        |                                             | 566                                         | 116                                         |
| 1995 | 1995                                        |                                             | 623                                         | 121                                         |
| 2000 | 2000                                        |                                             | 593                                         | 124                                         |
| 2005 | 2005                                        |                                             | 594                                         | 124                                         |
| 2010 | 2010                                        |                                             | 609                                         | 125                                         |
| 2015 | 2015                                        |                                             | 840                                         | 325                                         |
| 2020 | 2020                                        |                                             | 1 576                                       | 542                                         |
| Anm.: Namnändring 1965 från Rönndalen till Enviken, 2015 uppgick småorterna Yttertänger och Enviksbyn i denna då utökade tätort, 2020 uppgick tätorten Linghed och småorten Linghed östra |                                             |                                             |                                             |                                             |

## Kultur
I Enviken ligger skivbolaget Enviken Records, specialiserat på rock'n roll-musik. 

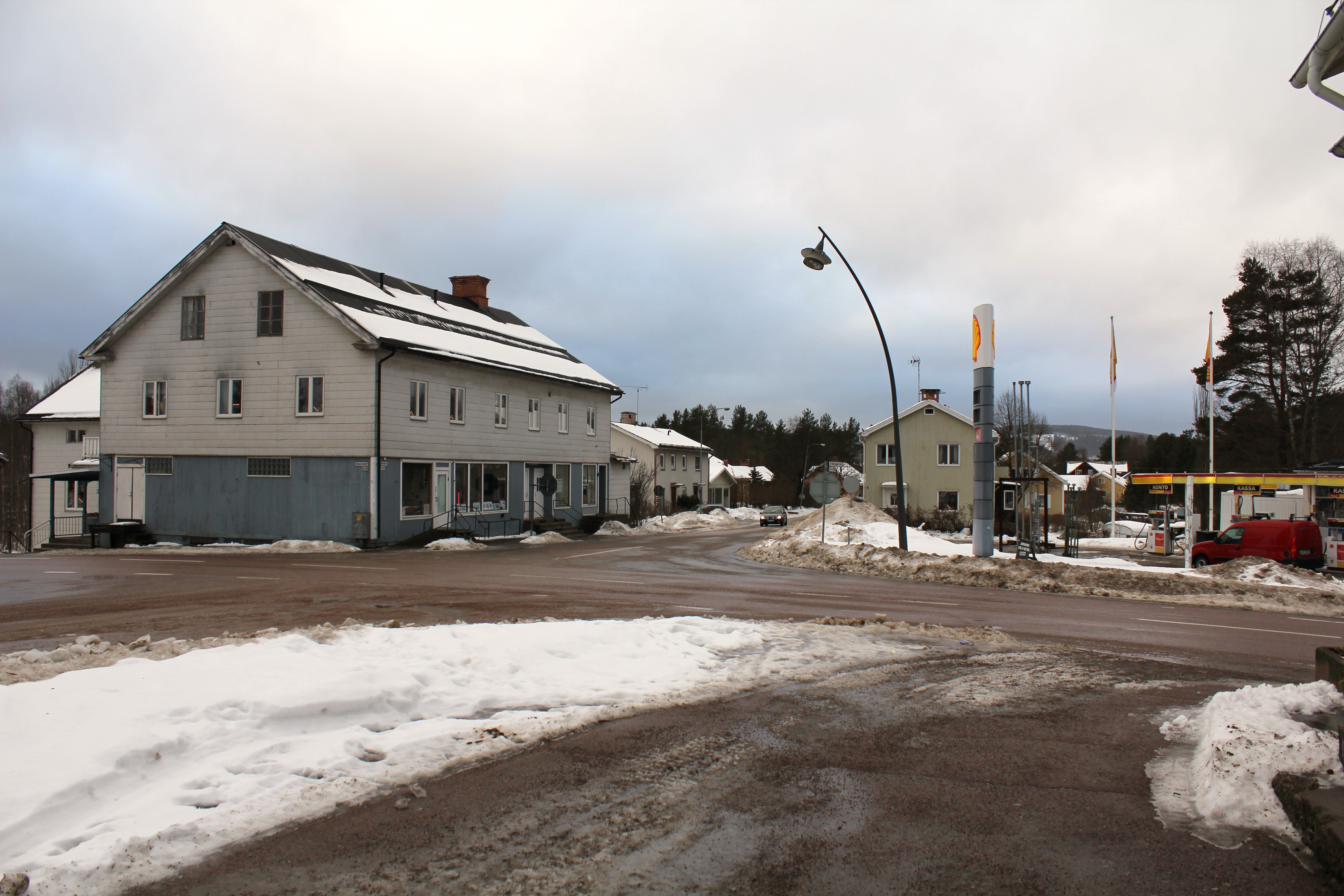
Huvudkorsningen i Enviken/Rönndalen.

## Rönndalen
Rönndalen är det ursprungliga namnet på orten Enviken och återfinns för bebyggelsen i södra delen av tätorten
Envikens nya kyrka byggdes på gränsen mellan byarna Enviksbyn och Rönndalen. 
Rönndalen och den närliggande byn Hedgårdarna tillkom ungefär samtidigt omkring år 1660 genom en utflyttning från Kolninggårdarna, en bydel i Enviksbyn. Rönndalen hette från början Rundalen men kom att omkring år 1700 att kallas Rönndalen (run är ett äldre namn på trädet rönn).